# Reino de Orkdalen
El reino de Orkdalen (en nórdico antiguo: Orkdœlafylki) es el antiguo nombre de una región histórica, antiguo reino de Noruega. Actualmente comprende el distrito del mismo nombre en la provincia de Sør-Trøndelag.

## Historia
La Noruega de la Era Vikinga estuvo dividida en pequeños reinos independientes gobernados por caudillos que gobernaban los territorios, competían por la supremacía en el mar e influencia política, y buscaban alianzas o el control sobre otras familias reales, bien de forma voluntaria o forzadas. Estas circunstancias provocaron periodos turbulentos y vidas heroicas como se recoge en la saga Heimskringla del escaldo islandés Snorri Sturluson en el siglo XIII. Heimskringla menciona que el rey Gryting de Orkdal fue el primero en enfrentarse a la ambición expansionista del rey Harald I de Noruega, pero tras ser derrotado en batalla fue obligado a jurar lealtad y subyudar su territorio a la corona.